# Brock (Nebraska)
Pour les articles homonymes, voir Brock.
Brock est un village du comté de Nemaha, dans l'État du Nebraska, aux États-Unis. En 2020, il comptait une population de 122 habitants.